# Protheridion
Protheridiidae
Famille
Genre
Protheridion, unique représentant de la famille des Protheridiidae, est un genre fossile d'araignées aranéomorphes.

## Distribution
Les espèces de ce genre ont été découvertes dans de l'ambre de la mer Baltique et de Bitterfeld en Saxe-Anhalt en Allemagne. Elles datent du Paléogène.

## Liste des espèces
Selon The World Spider Catalog 19.5 :
- † Protheridion bitterfeldensis Wunderlich, 2004 ;
- † Protheridion detritus Wunderlich, 2004
- † Protheridion obscurum Wunderlich, 2004
- † Protheridion punctatum Wunderlich, 2004
- † Protheridion tibialis Wunderlich, 2004

## Publication originale
- Wunderlich, 2004 : On the relationships of the families of the superfamily Araneoidea (Araneae) and their kin, with cladograms, remarks on the origin of the orb web and description of the new and extinct families Baltsuccinidae and Protheridiidae in Tertiary Baltic amber. Beiträge zur Araneologie, vol. 3, p. 1112–1154 (en).